# 494년

## 연호
- 남제(南齊) 융창(隆昌) 원년 / 연흥(延興) 원년 / 건무(建武) 원년
- 북위(北魏) 태화(太和) 18년

## 기년
- 남제(南齊) 전폐제(前廢帝) 원년 / 중폐제(中廢帝) 원년 / 명제(明帝) 원년
- 북위(北魏) 효문제(孝文帝) 24년
- 신라(新羅) 소지 마립간(炤知麻立干) 16년
- 고구려(高句麗) 문자명왕(文咨明王) 4년
- 백제(百濟) 동성왕(東城王) 16년

## 사건
- 물길의 압박을 받은 동부여가 고구려에 흡수되었다.